# Trần Bảng
Trần Bảng (1 tháng 10 năm 1926 – 19 tháng 7 năm 2023) là đạo diễn, soạn giả và là nhà nghiên cứu chèo Việt Nam. Ông được Nhà nước phong tặng danh hiệu Nghệ sĩ nhân dân, học hàm Giáo sư và được nhận Giải thưởng Nhà nước đợt II (2001), Giải thưởng Hồ Chí Minh về văn học – nghệ thuật đợt V (2017).

## Tiểu sử
Ông sinh ngày 1 tháng 10 năm 1926, quê ở xã Cổ Am, huyện Vĩnh Bảo, Hải Phòng. Ông là con trai nhà văn Trần Tiêu và cháu gọi nhà văn Khái Hưng là bác ruột, ông còn là anh họ của đạo diễn điện ảnh Trần Đắc. Ngay từ nhỏ ông đã say mê văn chương, kịch nghệ nước ngoài. Hai mươi tuổi, ông đã đọc được sách Hán Nôm, thông thạo tiếng Pháp và biết tiếng Anh, tiếng Đức, tiếng Nga.
Sau Cách mạng tháng 8, ông tham gia kháng chiến chống Pháp. Năm 1951, ông tham gia vào Đoàn Văn công Trung ương, cùng tổ kịch với Thế Lữ, Song Kim, Nguyễn Hoài... Ở đây, ông bắt đầu đến với nghệ thuật chèo. Năm 1957, ông và với Bùi Đức Hạnh, Hoàng Kiều, Hà Văn Cầu, Hồ Ngọc Cẩn cùng các nghệ nhân Trùm Thịnh, Cả Tam, Lý Mầm, Năm Ngũ thành lập Ban nghiên cứu chèo. Ở đây ông đã khai thác, bảo tồn các vở chèo cổ, lưu giữ các lớp trò của các nghệ nhân. Từ những nghiên cứu đó, ông đã cải biên, xây dựng lại nhiều vở chèo cổ như Quan Âm Thị Kính, Suý Vân (từ vở Kim Nham), Nàng Thiệt Thê (từ vở Chu Mãi Thần)... Riêng với vở Quan Âm Thị Kính đã được ông dàn dựng lại 3 lần (1956, 1968, 1985). Với những vở diễn này, ông đã đóng góp đáng kể trong việc bảo tồn và phát huy nghệ thuật chèo cổ, đưa chèo cổ sống lại trên sân khấu chèo hiện đại. Ngoài ra, ông còn dàn dựng nhiều vở chèo hiện đại như Lọ nước thần, Tình rừng, Cờ giải phóng, Đường đi đôi ngả, Máu chúng ta đã chảy... Ông đã đạt Huy Chương Vàng tại Hội diễn Sân khấu toàn quốc năm 1962 cho vở chèo Suý Vân.
Ngoài công việc đạo diễn, ông còn viết nhiều kịch bản chèo, như: Con trâu hai nhà, Đường đi đôi ngả, Cô gái và anh đô vật, Tình rừng, Chuyện tình 80 năm, Máu chúng ta đã chảy... Ông đã viết một số cuốn sách nghiên cứu về chèo như Khái luận về Chèo, Kỹ thuật biểu diễn Chèo, Chèo - Một hiện tượng Sân khấu dân tộc... Ông đã đoạt giải thưởng Giải thưởng nghiên cứu của Hội nghệ sĩ Việt Nam năm 1995, Giải thưởng văn học đề tài công nhân của Tổng Công đoàn Việt Nam 1974 (kịch bản chèo Tình rừng).
Ông đã từng giữ chức Giám đốc Nhà hát Chèo Trung ương, Vụ trưởng Vụ Nghệ thuật Sân khấu Bộ Văn hoá-Thông tin, Phó Tổng thư ký Hội Nghệ sĩ Sân khấu Việt Nam khoá I (1957). Ông được nhận học hàm Giáo sư và danh hiệu Nghệ sĩ nhân dân (1993). Năm 2001, ông nhận Giải thưởng Nhà nước về văn học nghệ thuật. Năm 2017, ông nhận Giải thưởng Hồ Chí Minh. Ông còn là hội viên Hội Nhà văn Việt Nam.
Ông qua đời ở tuổi 97 vào ngày 19 tháng 7 năm 2023 tại Hà Nội vì bệnh nặng.

## Tác phẩm

### Kịch bản chèo
- Con trâu hai nhà (1956)
- Đường đi đôi ngả (1959)
- Cô gái và anh đô vật (1996)
- Tình rừng (1996)
- Câu chuyện tình 80 (1996)
- Máu chúng ta đã chảy (1996)

### Sách
- Khái luận về Chèo
- Kỹ thuật biểu diễn Chèo
- Chèo - Một hiện tượng Sân khấu dân tộc (2000)
- Trần Bảng - Đạo diễn chèo (2006)

## Giải thưởng
- Giải thưởng Nhà nước (2001).
- Giải thưởng Hồ Chí Minh (2017) với sách: Trần Bảng - Đạo diễn Chèo.
- Giải thưởng Tổng Công đoàn Việt Nam (1974).
- Giải thưởng Hội nghệ sĩ Việt Nam (1995).

## Đời tư
Ông kết hôn với bà Trần Thị Xuân (1934 – 2016), cũng là một diễn viên chèo và được phong tặng danh hiệu Nghệ sĩ ưu tú. Hai người con của ông là diễn viên, đạo diễn Trần Lực và họa sĩ, kiến trúc sư Trần Thị Mây.